# زیردریایی یو-دی۳
زیردریایی یو-دی۳ (به انگلیسی: German submarine U-D3) یک زیردریایی بود که طول آن ۷۷٫۷ متر (۲۵۴ فوت ۱۱ اینچ) بود. این زیردریایی در سال ۱۹۳۹ ساخته شد.